# Ranunculus concinnus
Ranunculus concinnus är en ranunkelväxtart som beskrevs av Alicia Lourteig. Ranunculus concinnus ingår i släktet ranunkler, och familjen ranunkelväxter. Inga underarter finns listade i Catalogue of Life.